# Tlatilco

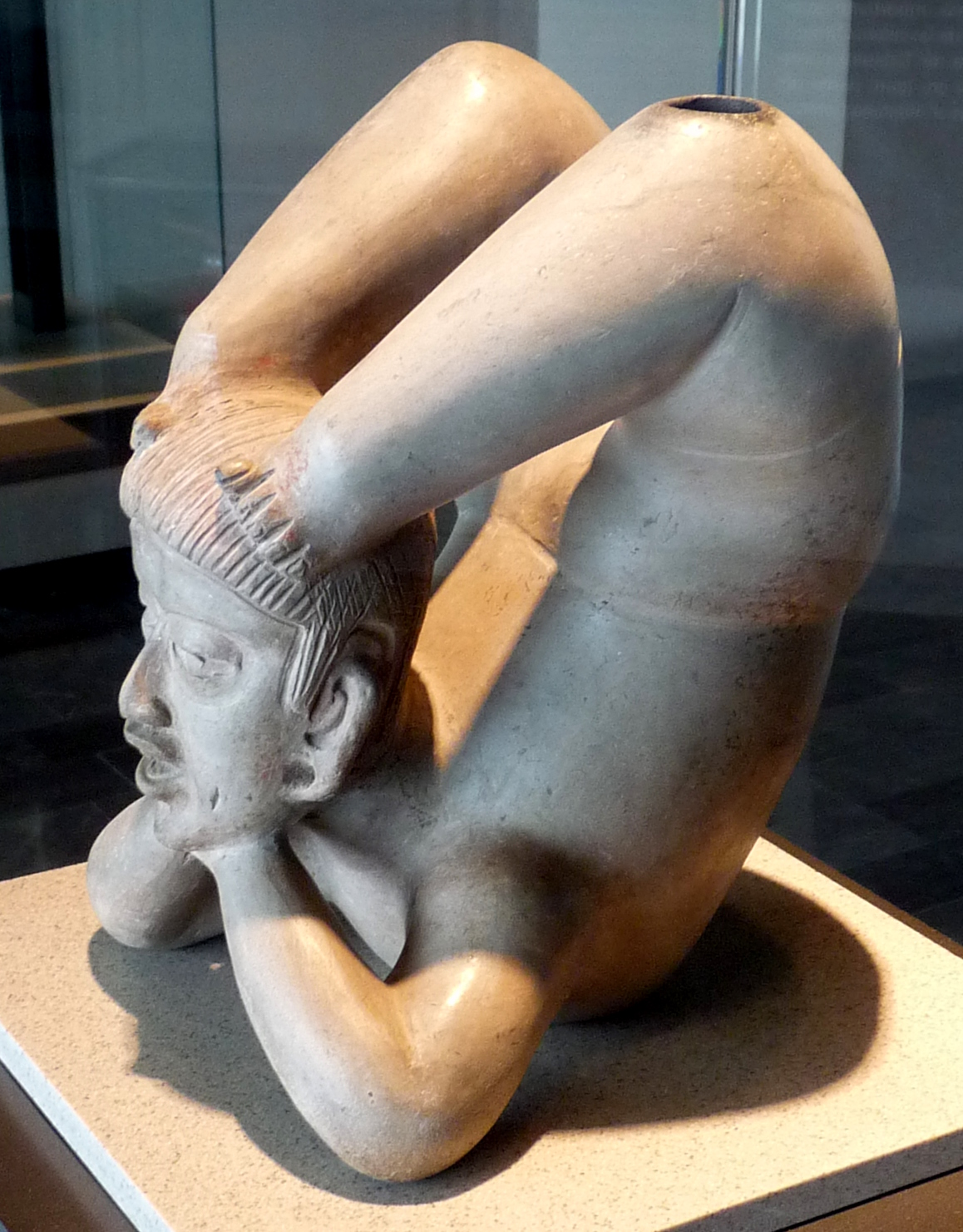
Keramikfigur eines Akrobaten

Tlatilco ist ein archäologischer Fundort der Tlatilco-Kultur im Tal von Mexiko, der ab ungefähr 1500 v. Chr. besiedelt war.
Berühmt und namensgebend wurde der Ort für seine typischen Tonstatuetten (pretty ladies), die vor allem Frauen mit unterschiedlichen Trachten und Frisuren darstellen. Diese wurden wahrscheinlich bei Fruchtbarkeitskulten verwendet. Figuren dieser Art fanden sich auch an vielen anderen Orten des mexikanischen Hochlandes. In den rund 500 erforschten Gräbern fand man auch Gegenstände, die einen kulturellen Einfluss der Olmeken bezeugen. Um 300 v. Chr. wurde Tlatilco aufgegeben.